# Bittacomorpha
Bittacomorpha är ett släkte av tvåvingar. Bittacomorpha ingår i familjen glansmyggor.
Kladogram enligt Catalogue of Life:
| Bittacomorpha | \| \| Bittacomorpha clavipes \| \| \| \| \| \| Bittacomorpha occidentalis \| \| \| \| |
|               | \| \| Bittacomorpha clavipes \| \| \| \| \| \| Bittacomorpha occidentalis \| \| \| \| |
|               | Bittacomorphella                                                                      |
|               |                                                                                       |
|               | Ptychoptera                                                                           |
|               |                                                                                       |
|               | Bittacomorpha clavipes                                                                |
|               |                                                                                       |
|               | Bittacomorpha occidentalis                                                            |
|               |                                                                                       |

|  | Bittacomorpha clavipes     |
|  |                            |
|  | Bittacomorpha occidentalis |
|  |                            |